# 이이경
이이경(한국 한자: 李伊庚은 대한민국의 배우이다. 본관은 함평 이씨다.

## 학력
- 가경초등학교 (1995년 3월 ~ 2001년 2월 졸업)
- 경덕중학교 (2001년 3월 ~ 2004년 2월 졸업)
- 고등학교 졸업학력 검정고시 (합격)
- 서울예술대학교 연기과 (중퇴)

## 자살 시도자 구조 공헌
이이경은 2020년 3월 달리는 화물 트럭에 몸을 던지며 극단적 선택을 시도한 시민을 극적으로 구해서 화제를 모았다.목격자 증언에 따르면 이이경은 곧장 차에서 내려 시민을 꽉 붙잡고 한참을 말렸다고 한다. 이이경은 "당연히 해야 할 일을 했다"며 쑥스러워 했다.

## 연기 활동

### 드라마
| 연도     | 방송사                                            | 제목                                    | 역할        | 비고     |
| -------- | ------------------------------------------------- | --------------------------------------- | ----------- | -------- |
| 2011     | MBC                                               | 미니시리즈 《넌 내게 반했어》           | 뮤지컬 단원 |          |
| 2012     | KBS2                                              | 월화드라마 《학교 2013》                | 이이경      |          |
| 2013     | KBS2                                              | 월화드라마 《학교 2013》                | 이이경      |          |
| tvN      | 미니시리즈 《나인: 아홉 번의 시간여행》           | 1992년 한영훈                           |             |          |
| KBS2     | 미니시리즈 《칼과 꽃》                            | 태평                                    |             |          |
| SBS      | 드라마 스페셜 《별에서 온 그대》                  | 이신                                    |             |          |
| SBS      | 드라마 스페셜 《별에서 온 그대》                  | 이신                                    | 2014        |          |
| KBS2     | 미니시리즈 《트로트의 연인》                      | 신효열                                  |             |          |
| SBS      | 드라마 스페셜 《너희들은 포위됐다》               | 신기재                                  |             |          |
| KBS2     | 단막극 《KBS 드라마 스페셜 - 운동화를 신은 신부》 | 규철                                    |             |          |
| JTBC     | 금토드라마 《하녀들》                             | 허윤서                                  |             |          |
| JTBC     | 금토드라마 《하녀들》                             | 허윤서                                  | 2015        |          |
| tvN      | 금요드라마 《초인시대》                           | 이이경                                  |             |          |
| O'live   | 화요드라마 《유미의 방》                          | 전나백                                  |             |          |
| On Style | 수요드라마 《처음이라서》                         | 최훈                                    |             |          |
| 네이버TV | 웹드라마 《야근왕 김보통》                        | 김보통                                  |             |          |
| 2016     | KBS2                                              | 미니시리즈 《태양의 후예》              | 강민재      |          |
| 2016     | JTBC                                              | 금토드라마 《마녀보감》                 | 요광        |          |
| 2017     | KBS2                                              | 금토드라마 《고백부부》                 | 고독재      |          |
| 2018     | JTBC                                              | 월화드라마 《으라차차 와이키키》        | 이준기      |          |
| 2018     | KBS2                                              | 수목드라마 《슈츠》                     | 박준표      | 특별출연 |
| 2018     | MBC                                               | 월화드라마 《검법남녀》                 | 차수호      |          |
| 2018     | MBC                                               | 수목드라마 《붉은 달 푸른 해》          | 강지헌      |          |
| 2019     | MBC                                               | 수목드라마 《붉은 달 푸른 해》          | 강지헌      |          |
| JTBC     | 월화드라마 《으라차차 와이키키 2》                | 이준기                                  |             |          |
| tvN      | 토일드라마 《호텔 델루나》                        | 배우 유오                               | 특별출연    |          |
| MBC      | 월화드라마 《검법남녀 2》                         | 차수호                                  | 특별출연    |          |
| 2020     | KBS2                                              | 월화드라마 《암행어사: 조선비밀수사단》 | 박춘삼      | 16부작   |
| 2021     | JTBC                                              | 수목드라마 《월간 집》                  | 권민국      | 특별출연 |
| 2022     | KBS2                                              | 월화드라마 《커튼콜》                   | 박노광      | 특별출연 |
| 2024     | tvN                                               | 월화드라마 《내 남편과 결혼해줘》       | 박민환      | 16부작   |
| 2024     | tvN                                               | 단막극 《O'PENing - 덕후의 딸》         | 이이경      |          |
| 2024     | KBS2                                              | 수목드라마 《페이스 미》                | 한우진      | 12부작   |
| 2024     | 채널A                                             | 토일드라마 《결혼해YOU》                | 봉철희      | 10부작   |
| 2025     | MBC                                               | 금토드라마 《메리 킬즈 피플》           | 금명섭      | 특별출연 |

### 영화
- 2011년 : 《미일 이발관》
- 2011년 : 《한땀한땀》
- 2012년 : 《백야》 ... 태준 역
- 2014년 : 《일대일》 ... 그림자 1 역
- 2014년 : 《해적: 바다로 간 산적》 ... 참복 역
- 2014년 : 《야간비행》 ... 아르바이트생 역 (우정출연)
- 2016년 : 《커튼콜》 ... 우식 역
- 2017년 : 《공조》 ... 이동훈 형사 역
- 2017년 : 《아기와 나》 ... 도일 역
- 2018년 : 《괴물들》 ... 양훈 역
- 2018년 : 《더 펜션》 ... 인호 역
- 2019년 : 《뷰티풀 보이스》 ... 고민수 역
- 2020년 : 《히트맨》 ... 철 역
- 2022년 : 《육사오(6/45)》 ... 리용호 역
- 2022년 : 《심야카페: 미씽 허니》 ... 안태영 역
- 2023년 : 《웅남이》 ... 조말봉 역
- 2023년 : 《더 문》 … 조윤종 역 (우정출연)
- 2025년 : 《히트맨 2》 ... 철 역
- 2026년 : 천만영화 《범죄도시5》 막내 형사 이호준 순경 역
- 미정 : 《히트맨 3》 ... 철 역
- 미정 : 《히트맨 4》 ... 철 역

### 뮤직비디오
- M.I.B - 《Do You Like Me》
- 정키 - 《홀로(feat.김나영)》, 《거울(feat.선우정아)》, 《내가 할 수 없는 말(feat.나비)》
- SG 워너비 - 《가슴뛰도록》, 《좋은기억》

### 뮤지컬
- 2016년 : 뮤지컬 《알타보이즈》 ... 매튜 역
- 2022년 : 뮤지컬 《사랑의 불시착》... 구승준 역

### 라디오
- 2017년 : 《정유미의 FM데이트》 ... 반대가 끌리는 이유 (고정게스트)

## 방송
- 2011년 XTM 《Guys Make Wonder》
- 2011년 EBS 《한글기차 치포》
- 2011년 MBC 《스타 오디션 위대한 탄생》
- 2013년 KBS2 《출발드림팀 시즌 2》
- 2015년 SBS 《정글의 법칙 in 얍》
- 2015년 KBS2 《우리동네 예체능》 ... 수영편 게스트
- 2015년 MBC 《진짜 사나이》
- 2016년 tvN 《우리 할매》
- 2016년 SBS 《동상이몽, 괜찮아 괜찮아》
- 2017년 JTBC 《힙합의 민족 2》
- 2017년 MBC 《미스터리 음악쇼 복면가왕》 - 로마의 신사 그레고리펙
- 2017년 JTBC 《밤도깨비》
- 2018년 tvN 《서울메이트시즌1》
- 2019년 MBC 《라디오스타》(3월 13일, 559회)
- 2019년 SBS 《런닝맨》(446회 ~ 447회, 2020년 4월 7일, 4월 14일 방송분 출연)
- 2019년 tvN 《플레이어》
- 2020년 TV조선 《아내의 맛》 - 82회 VCR 출연 (정준호 & 이하정 부부 편)
- 2020년 JTBC 《아는 형님》 - 게스트
- 2020년 SBS 《런닝맨》 - 게스트 (501회, 2020년 5월 3일 방송분 출연)
- 2020년 XtvN 《플레이어 2》
- 2021년 tvN 《올인》
- 2021년 MBC 《생방송 행복드림 로또 6/45》 - 958회 게스트
- 2021년 웹예능 《로또왕》 - 진행
- 2021년 JTBC 《그림 도둑들》 - 진행
- 2021년 SBS Plus 《나는 SOLO》 - 진행
- 2021년 SBS (꼬리에 꼬리를 무는 그날 이야기) 게스트
- 2022년 JTBC 《전설체전》 - 출연
- 2022년 tvN 《식스센스3》게스트
- 2022년 MBC 《놀면 뭐하니?》 - 고정 출연
- 2022년 E채널 《용감한 형사들 시즌 2》 - 고정 출연
- 2022년 MBC 《심야괴담회》 - 고정 출연》
- 2023년 SBS 《관계자 외 출입금지》 - 고정 출연
- 2023년 MBN 《내일은 워닝샷》 - 고정출연
- 2023년 SBS 《꼬리에 꼬리를 무는 그날 이야기》 - 이야기친구
- 2024년 Mnet 《마이 아티 필름》 - 3회 특별출연
- 2025년 ENA 《하우스 오브 걸스》 - 진행

## 출연 작품

### 웹 예능
- 전역자
- 달려라 석진

## CF
- 호텔스컴바인 - 남자 편
- 현대자동차 - 엑센트
- 하이마트
- d.essential(디에센셜) - daypack(데이팩)

## 수상 및 후보
| 연도 | 시상식                     | 부문                               | 작품                     | 결과 |
| ---- | -------------------------- | ---------------------------------- | ------------------------ | ---- |
| 2014 | 제7회 코리아 드라마 어워즈 | 남자 신인연기상                    | 별에서 온 그대           | 후보 |
| 2018 | 제5회 들꽃영화상           | 남우주연상                         | 아기와 나                | 후보 |
| 2018 | 제27회 부일영화상          | 신인남우상                         | 아기와 나                | 후보 |
| 2018 | MBC 연기대상               | 수목미니시리즈부문 남자 우수연기상 | 붉은 달 푸른 해          | 후보 |
| 2021 | KBS 연기대상               | 남자 조연상                        | 암행어사: 조선비밀수사단 | 수상 |
| 2022 | MBC 방송연예대상           | 인기상                             | 놀면 뭐하니?             | 수상 |
| 2023 | MBC 방송연예대상           | 쇼·버라이어티 부문 인기상          | 놀면 뭐하니?             | 수상 |
| 2024 | 제60회 백상예술대상        | TV부문 남자 조연상                 | 내 남편과 결혼해줘       | 후보 |
| 2024 | 제10회 에이판 스타 어워즈  | 중편드라마 부문 남자 우수연기상    | 내 남편과 결혼해줘       | 수상 |
| 2024 | MBC 방송연예대상           | 남자 우수상                        | 놀면 뭐하니?             | 수상 |